# Otal
Otal ist ein spanischer Ort in den Pyrenäen in der Provinz Huesca der Autonomen Gemeinschaft Aragonien. Der Ort gehört zur Gemeinde Broto. Otal hat seit Jahren keine Einwohner mehr.

## Geografie

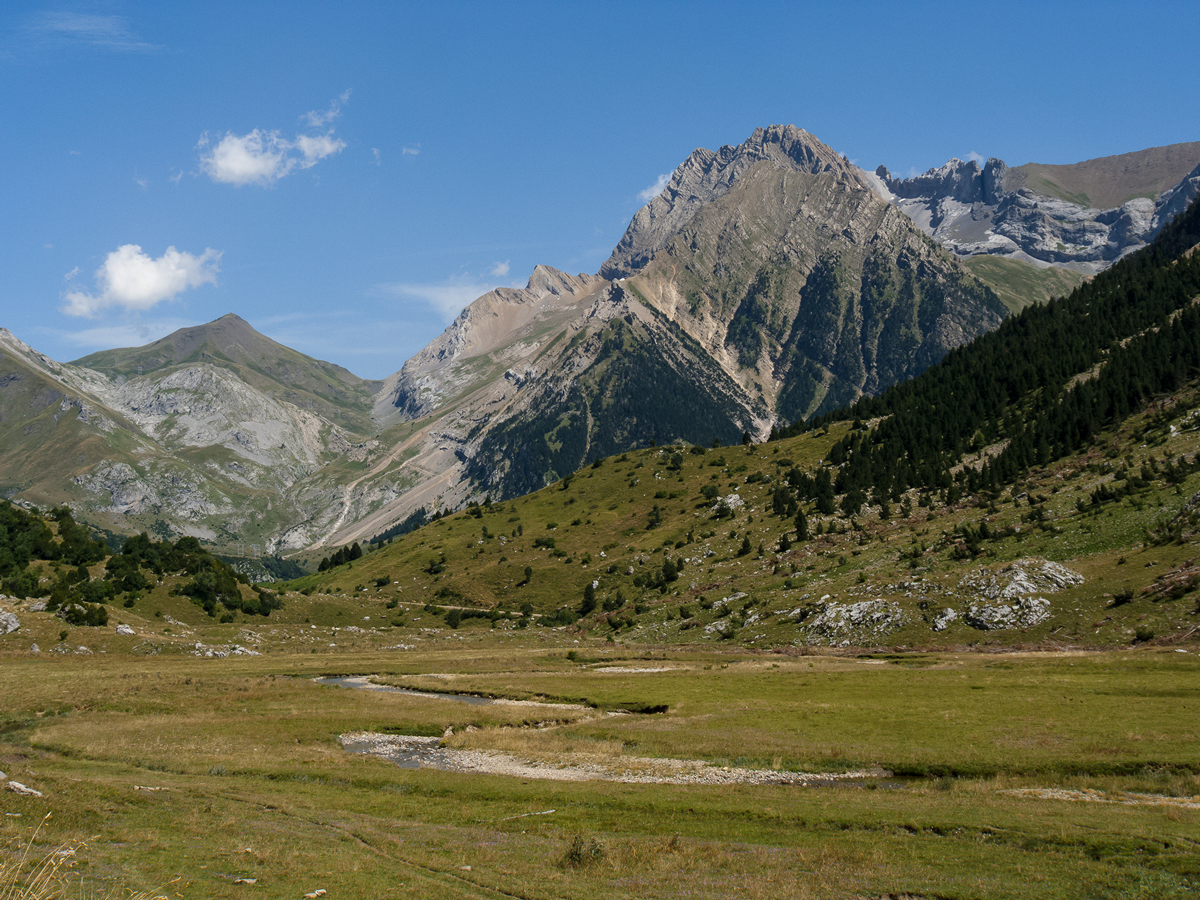
Valle de Otal

Otal liegt im Valle de Otal, im Sobrepuerto, einem Gebiet zwischen den Flüssen Gállego und Ara.

## Geschichte
Im Jahr 1846, als Otal zu Basarán eingemeindet wurde, hatte der Ort 59 Einwohner. 1970 waren es nur noch vier. 

## Sehenswürdigkeiten
- Romanische Pfarrkirche San Miguel, erbaut im 11. Jahrhundert und im 13. Jahrhundert verändert (Bien de Interés Cultural)
- Ermita San Benito
- Casa Francho